# 苏勉曾
苏勉曾（1924年—2019年），男，河南信阳人，中国无机化学家、教育家，曾任北京大学教授、博士生导师，中国化学会理事。